# Ревущине
Реву́щине — село в Україні, у Кобеляцькій міській громаді Полтавського району Полтавської області. Населення становить 204 осіб.

## Географія
Село Ревущине знаходиться за 4,5 км від лівого берега Кам'янського водосховища, за 1,5 км від села Рудка (Дніпровський район) та за 2 км від села Твердохліби. Навколо села багато заболочених озер.

## Історія
12 червня 2020 року, відповідно до розпорядження Кабінету Міністрів України № 721-р «Про визначення адміністративних центрів та затвердження територій територіальних громад Полтавської області», село увійшло до складу Кобеляцької міської громади.
19 липня 2020 року, в результаті адміністративно - територіальної реформи та ліквідації Кобеляцького району, село увійшло до складу новоутвореного Полтавського району Полтавської області.

## Пам'ятки
Біля села розташований ландшафтний заказник «Ревущине».

## Відомі люди
В селі народився Шеремет Олександр Петрович — український художник, живописець.